# 与謝野町立加悦中学校
与謝野町立加悦中学校（よさのちょうりつ かやちゅうがっこう）は、京都府与謝郡与謝野町にある公立中学校。

## 沿革
- 1947年5月 - 加悦町、与謝村、桑飼村、三河内村4ヶ村組合立加悦第一中学校として発足
- 1947年12月 - 校章、胸章を制定
- 1948年 - 校旗を制定
- 1949年11月 - 校舎落成式
- 1951年10月 - 校歌を制定
- 1954年12月 - 昭和の大合併による（新）加悦町・野田川町の発足に伴い、加悦町・野田川町組合立加悦中学校に改称
- 1956年3月 - 野田川町三河内地区の生徒が江陽中学校に編入替となる
- 1956年4月 - 加悦町立加悦中学校と改称
- 1966年9月 - 新校舎竣工式
- 1973年6月 - 学校給食を開始
- 2006年3月 - 3町（加悦町・野田川町・岩滝町）合併による与謝野町の発足に伴い、与謝野町立加悦中学校に改称
- 2018年10月 - 改築工事竣工式[1]

## 通学区域
以下の小学校区を通学区域とする。旧加悦町域（現・与謝野町加悦地域）と同じ。
- 与謝野町立加悦小学校（全域）
- 与謝野町立桑飼小学校（全域）
- 与謝野町立与謝小学校（全域）

## 周辺
- 与謝野町立加悦小学校
- 与謝野町立加悦保育園
- 与謝野町観光協会（旧加悦町役場庁舎）
- 旧加悦鉄道加悦駅舎

## 交通
- 丹海バス「加悦小学校前」バス停下車。

## 通学区域が隣接している学校
- 与謝野町立江陽中学校
- 宮津市立宮津中学校
- 福知山市立大江中学校
- 福知山市立川口中学校
- （兵庫県）豊岡市立但東中学校